# Diadromus buciumensis
Diadromus buciumensis är en stekelart som beskrevs av Constantineanu 1959. Diadromus buciumensis ingår i släktet Diadromus och familjen brokparasitsteklar. Inga underarter finns listade i Catalogue of Life.